# Jaime de Busiñac
Jaime Busiñac y Borbón ( ? - Bujaraloz?, 1694) fue un arquitecto de origen francés que desarrolló su trabajo como maestro de obras en Aragón, España.
Se sabe que estuvo activo en Zaragoza, en donde era miembro de la cofradía de albañiles en 1662. Su más destacada obra fue la Torre de la Seo de Zaragoza, según proyecto de Juan Bautista Contini, en 1686. También elaboró un proyecto, no ejecutado finalmente, para una de las torres de El Pilar de Zaragoza. Además, realizó diversas obras en la misma ciudad, de las que constan como documentadas y más destacables el Real Seminario y el templo de San Carlos Borromeo, y el proyecto de remodelación de la iglesia de San Lorenzo.
Era hermano de José Felipe Busiñac y Borbón, también activo en Zaragoza en la misma época como maestro de obras y escultor.